# Persone di nome Luiz
| Questa pagina contiene informazioni ricavate automaticamente dalle voci biografiche con l'ausilio del template Bio e di un bot. L'aggiornamento è periodico e automatico e ricostruisce completamente la pagina. Se manca una persona in questa lista, sei pregato di non aggiungerla, ma accertati piuttosto che la sua voce biografica contenga il template Bio e che i dati anagrafici siano correttamente compilati. Se il template Bio manca, inseriscilo tu stesso o, in alternativa, metti l'avviso {{tmp\|Bio}} che ne segnala la mancanza. Se i dati riportati sono sbagliati, correggi direttamente la voce biografica; le modifiche saranno visibili in questa lista entro pochi giorni. Per chiarimenti vedi il progetto antroponimi. La lista contiene solo le 103 persone che sono citate nell'enciclopedia e per le quali è stato implementato correttamente il template Bio. Pagina aggiornata al 16 ott 2024. |

Questa è una lista di persone presenti nell'enciclopedia che hanno il prenome Luiz, suddivise per attività principale.

## Allenatori di calcio(5)
- Caio Júnior, allenatore di calcio e calciatore brasiliano (Cascavel, n. 1965 - La Unión, † 2016)
- Lisca, allenatore di calcio brasiliano (Porto Alegre, n. 1972)
- Luiz Antônio da Costa, allenatore di calcio e ex calciatore brasiliano (Campo Grande, n. 1966)
- Luiz Felipe Scolari, allenatore di calcio brasiliano (Passo Fundo, n. 1948)
- Luizinho Vieira, allenatore di calcio e ex calciatore brasiliano (Criciuma, n. 1972)

## Arcivescovi cattolici(1)
- Luiz Mancilha Vilela, arcivescovo cattolico brasiliano (Pouso Alegre, n. 1942 - Vitória, † 2022)

## Artisti marziali misti(1)
- Luiz Cané, artista marziale misto brasiliano (San Paolo, n. 1981)

## Astronomi(1)
- Luiz Henrique Duczmal, astronomo brasiliano

## Attori(1)
- Luiz Carlos de Moraes, attore e doppiatore brasiliano (San Paolo, n. 1947)

## Cantanti(6)
- Luiz Caldas, cantante, polistrumentista e musicista brasiliano (Feira de Santana, n. 1963)
- Luiz Ejlli, cantante albanese (Scutari, n. 1985)
- Luiz Gonzaga, cantante, fisarmonicista e compositore brasiliano (Exu, n. 1912 - Recife, † 1989)
- Luiz Schiavon, cantante, musicista e compositore brasiliano (San Paolo, n. 1958 - Osasco, † 2023)
- Luiz Tatit, cantante, compositore e linguista brasiliano (San Paolo, n. 1951)
- Luiz Melodia, cantante, musicista e compositore brasiliano (Rio de Janeiro, n. 1951 - Rio de Janeiro, † 2017)

## Cantautori(1)
- Luiz Caracol, cantautore portoghese (Elvas, n. 1976)

## Cestisti(5)
- Luiz Felipe Faria de Azevedo, ex cestista brasiliano (Vitória, n. 1964)
- Luiz Gustavo Lage, ex cestista brasiliano (n. 1959)
- Luiz Cláudio Menon, ex cestista brasiliano (San Paolo, n. 1944)
- Luiz Carlos de Almeida Peixoto, ex cestista brasiliano (n. 1947)
- Luiz Augusto Zanon, ex cestista e allenatore di pallacanestro brasiliano (São Carlos, n. 1963)

## Chitarristi(1)
- Luiz Bonfá, chitarrista, compositore e cantante brasiliano (Rio de Janeiro, n. 1922 - Rio de Janeiro, † 2001)

## Fotografi(1)
- Luiz Carlos Barreto, fotografo e produttore cinematografico brasiliano (Sobral, n. 1928)

## Fumettisti(1)
- Leo, fumettista brasiliano (n. 1944)

## Giavellottisti(1)
- Luiz Maurício da Silva, giavellottista brasiliano (n. 2000)

## Giocatori di calcio a 5(4)
- Luiz Carlos Bezerra, ex giocatore di calcio a 5 brasiliano (Fortaleza, n. 1951)
- Luiz Claudio Costa, ex giocatore di calcio a 5 brasiliano (São Gonçalo, n. 1974)
- Filipe Follador, giocatore di calcio a 5 brasiliano (Curitiba, n. 1988)
- Luiz Henrique Silveira Couto, ex giocatore di calcio a 5 brasiliano (Bagé, n. 1967)

## Giornalisti(1)
- Luiz Carlos Prates, giornalista, conduttore televisivo e conduttore radiofonico brasiliano (Santiago, n. 1943)

## Multiplisti(1)
- Luiz Alberto de Araújo, multiplista brasiliano (Artur Nogueira, n. 1987)

## Musicisti(1)
- Gonzaguinha, musicista e cantante brasiliano (Rio de Janeiro, n. 1945 - Renascença, † 1991)

## Nuotatori(1)
- Luiz Altamir Melo, nuotatore brasiliano (Boa Vista, n. 1996)

## Pallanuotisti(2)
- Luiz Daniel, pallanuotista brasiliano (San Paolo, n. 1936)
- Luiz da Silva, pallanuotista brasiliano (n. 1903)

## Pallavolisti(1)
- Luiz Fonteles, pallavolista brasiliano (Curitiba, n. 1984)

## Pianisti(1)
- Luiz Eça, pianista brasiliano (Rio de Janeiro, n. 1936 - † 1992)

## Piloti automobilistici(4)
- Luiz Bueno, pilota automobilistico brasiliano (San Paolo, n. 1937 - Atibaia, † 2011)
- Felipe Nasr, pilota automobilistico brasiliano (Brasilia, n. 1992)
- Luiz Razia, pilota automobilistico brasiliano (Barreiras, n. 1989)
- Ricardo Zonta, pilota automobilistico brasiliano (Curitiba, n. 1976)

## Politici(2)
- Luiz Henrique Mandetta, politico e medico brasiliano (Campo Grande, n. 1964)
- Luiz Inácio Lula da Silva, politico e sindacalista brasiliano (Garanhuns, n. 1945)

## Tennisti(1)
- Luiz Mattar, ex tennista brasiliano (San Paolo, n. 1963)

## Tuffatori(1)
- Luiz Felipe Outerelo, tuffatore brasiliano (Rio de Janeiro, n. 1991)

## Vescovi cattolici(2)
- Luiz Vicente Bernetti, vescovo cattolico italiano (Ponzano di Fermo, n. 1934 - Bom Jardim, † 2017)
- Luiz Eugênio Perez, vescovo cattolico brasiliano (Orlândia, n. 1928 - Ribeirão Preto, † 2012)